# Bucculatrix cristatella
Bucculatrix cristatella — вид лускокрилих комах родини кривовусих крихіток-молей (Bucculatricidae).

## Поширення
Вид поширений на більшій частині Європи, за винятком Піренейського та Балканського півострова. Присутній у фауні України.

## Опис
Розмах крил 7 мм.

## Спосіб життя
Імаго літають з травня по червень і вдруге з липня по серпень. Є два покоління на рік. Личинки молодшого віку мінують листя Achillea millefolium, Anthemis tinctoria, Chrysanthemum та Leucanthemopsis alpina. Гусениці старшого віку живуть вільно.